# Teimour Radjabov
Teimour Radjabov (Bacu, 12 de março de 1987) é um enxadrista azeri, detentor o título de Grande Mestre Internacional de Xadrez. 
Em abril de 2007, com 2793 pontos, ocupava a quarta posição mundial, segundo o ranking da FIDE. Em 2019, foi vencedor da Copa do Mundo de Xadrez de 2019, ganhando a final contra o GM Ding Liren nas partidas blitz garantindo, desse modo, a vaga para o Torneio de Candidatos de 2020. Contudo, em razão da pandemia de COVID-19, pediu o adiamento do torneio, o que foi recusado. Com o adiamento do Torneio de Candidatos de 2020 na metade da competição devido à pandemia até sua retomada em 2021, Radjabov pediu sua reintegração na competição. A FIDE decidiu que era mais apropriado dar a Radjabov uma entrada direta no Torneio de Candidatos de 2022, competição em que alcançou a terceira colocação.